# Hastatis auricollis
Hastatis auricollis är en skalbaggsart som beskrevs av Jean Baptiste Lucien Buquet 1857. Hastatis auricollis ingår i släktet Hastatis och familjen långhorningar. Inga underarter finns listade i Catalogue of Life.